# Frälsarens orden

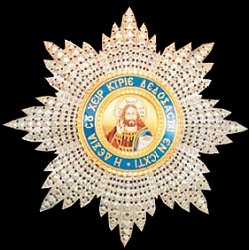
Frälsarens orden.

Frälsarens orden (grekiska: Τάγμα του Σωτήρος, Tagma tou Soteros) är en grekisk orden instiftad 1829 av den Hellenistiska nationalförsamlingen och kompletterad 1833 av kung Otto I med fem grader. Orden är den äldsta och högsta dekoration som utfärdas av den moderna grekiska staten.

## Tecknet
Frälsarens orden, Greklands enda riddarorden, instiftades den 12 augusti 1829 av grekiska nationalförsamlingen, förnyad den 1 juni 1833 av kung Otto I med fem grader, till minne av landets befrielse från det turkiska oket. Tecknet består av en vitemaljerad åttauddig stjärna, vilande på en krans av lager och eklöv. Mittskölden hade förut ett grekiskt kors med omskrift på grekiska: "Herre, din högra hand är förhärligad med kraft" och på baksidan kungens bröstbild med omskrift: "Otto, kung av Grekland". 
Genom ändring i statuten den 7 augusti 1863 visade mittskölden på åtsidan Frälsarens bild, med den förstnämnda omskriften, och på baksidan det grekiska korset med omskrift: "Grekernas fjärde nationalförsamling, hållen i Argos 1829". Orden bäres i ljusblått band med smala vita kanter.

## Grader
- Storkors
- Storofficer
- Kommendör
- Officer
- Riddare

Källa: